# Wolfgang Dramsch
Wolfgang Dramsch (* 22. Juli 1949 in Braunschweig) ist ein ehemaliger deutscher Profifußballer.

## Karriere
Als Amateur spielte der Torhüter Dramsch für den VfB Peine. Von 1970 bis 1973 stand er im Tor von Leu Braunschweig, für die er 97 Spiele in der Fußball-Regionalliga Nord bestritt. 1974 wechselte er als Profi zum 1. FC Schweinfurt 05 in die 2. Bundesliga, deren Spielbetrieb damals noch zweigleisig durchgeführt wurde. Im Anschluss daran ging er zum VfL Osnabrück. Von 1978 bis 1982 hütete er für Alemannia Aachen das Tor.
Sein letztes 2. Bundesligaspiel bestritt er am 24. April 1982 für Alemannia Aachen. Er kam zu insgesamt 280 Spielen in der 2. Liga.